# سولاکان
سوُلاکان روستایی از توابع بخش زیویه در شهرستان سقز است که در استان کردستان ایران قرار دارد.. این روستا نزدیک روستای کردکند و تقریباً در ۵ کیلومتری روستای باستانی زیویه قرار دارد.

## جمعیت
این روستا در دهستان گل‌تپه واقع شده و براساس سرشماری سال ۱۳۹۰، جمعیت آن ۱۰۸نفر (31خانوار) بوده و در دامنه کوه عبدالرزاق جای دارد و در سال۱۳۹۵ جمعیت سولاکان ۷۴ است و ۲۱خانوار بو ده

## ریشه‌شناسی نام
سولاکان به معنی چشمه آبها می‌باشد. (سولاکان- سولا: مخفف شده کلمه سولار واژه‌ای ترکی بوده به معنی آب‌ها، و کان به معنی چشمه و معدن می‌باشد) پس سولاکان به معنی چشمه آب‌ها (به کردی: کانی ئا و) می‌باشد.
کوه عبدالرزاق با ارتفاعی بیشتر از۲٬۵۰۰ متر بر بلندای این روستا ایستاده‌است.
لازم است ذکر شود که این روستا جزو مناطق حفاظت شده می‌باشد و این حفاظت افزایش حیوانات وحشی گوناگونی از جمله بز کوهی و گرگ را سبب شده‌است.

## امکانات و منابع
محصولات زراعی این روستا عبارتند از: گندم، جو، نخود، یونجه؛ و میوه‌های درختی این روستا شامل انگور، زردآلو، گردو، آلبالو و سنجد می‌باشد.